# Benjamín Herencia Zevallos
Benjamín Herencia Zevallos Valdivia (Casinchihua (en el actual departamento de Apurímac , 1846 - Perú, ?) fue un político peruano. Fue hijo de Mariano Herencia-Zevallos quien fuera brevemente presidente del Perú en 1872.
Fue elegido diputado por la provincia de Abancay entre 1872 y 1876 durante el gobierno de Manuel Pardo. Durante su gestión, se produjo la creación del departamento de Apurímac mediante la separación de las provincias cusqueñas de Aymaraes, Cotabambas y Abancay y la provincia ayacuchana de Andahuaylas. El proyecto de ley  para la creación del nuevo departamento que debía llevar el nombre "Departamento de Entre Ríos" fue presentado por Rufino Montesinos, diputado por Cotabambas, y por el diputado por Abancay José Manuel Ocampo. El 17 de abril de 1873 se oficializó la nueva unidad territorial pero con el nombre de departamento de Apurímac. Asimismo, Montesinos junto con Ocampo y el senador cusqueño Manuel Benigno de la Torre apoyaron la moción de que sea la ciudad de Abancay la capital del nuevo departamento presentada por Benjamín Herencia Zevallos. En función de ello, desde 1874 fue considerado diputado por el departamento de Apurímac. 
En 1875, durante un viaje a Cerro de Pasco, fue detenido junto al diputado por la provincia de Acomayo, Emilio Luna bajo el cargo de haber conspirado contra el presidente Manuel Pardo a quien Herencia Zevallos responsabilizaba por el asesinato de su padre en 1872.
Fue elegido diputado por la provincia de Abancay en 1876 durante el gobierno de Mariano Ignacio Prado y reelecto en 1879 durante el gobierno de Nicolás de Piérola y la guerra con Chile.
En 1884 formó parte de la Asamblea Constituyente convocado por el presidente Miguel Iglesias luego de la firma del Tratado de Ancón que puso fin a la Guerra del Pacífico. Esta asamblea no sólo ratificó dicho tratado sino también ratificó como presidente provisional a Miguel Iglesias, lo que condujo a la Guerra civil peruana de 1884-1885.